# Ларс и истинското момиче
„Ларс и истинското момиче“ (на английски: Lars and the Real Girl) е американско-канадски трагикомичен филм от 2007 г. на режисьора Крейг Гилеспи. Премиерата е на 16 септември 2007 г. на кинофестивала в Торонто, а по кината в САЩ филмът излиза на 12 октомври 2007 г.

## Актьорски състав
| Актьор           | Роля            |
| ---------------- | --------------- |
| Райън Гослинг    | Ларс Линдстром  |
| Емили Мортимър   | Карин Линдстром |
| Пол Шнайдер      | Гъс Линдстром   |
| Кели Гарнър      | Марго           |
| Патриша Кларксън | Дагмар          |

## Награди и номинации
| Категория                               | Номиниран(и)                         | Резултат                    |
| Оскар (24 февруари 2008 г.)             | Оскар (24 февруари 2008 г.)          | Оскар (24 февруари 2008 г.) |
| --------------------------------------- | ------------------------------------ | --------------------------- |
| Най-добър оригинален сценарий           | Нанси Оливър                         | номинация                   |
| Златен глобус (13 януари 2008 г.)       |                                      |                             |
| Най-добър актьор в мюзикъл или комедия  | Райън Гослинг                        | номинация                   |
| Сателит (16 декември 2007 г.)           |                                      |                             |
| Най-добър актьор в мюзикъл или комедия  | Райън Гослинг                        | награда                     |
| Най-добър филм – мюзикъл или комедия    | Най-добър филм – мюзикъл или комедия | номинация                   |
| Най-добър оригинален сценарий           | Нанси Оливър                         | номинация                   |
| Най-добра актриса в мюзикъл или комедия | Емили Мортимър                       | номинация                   |